# 후지 유키
후지 유키(일본어: 冨士 祐樹, 1981년 5월 7일 ~ )는 일본의 전 축구 선수이다.

## 구단 경력
과거 도쿠시마 보르티스, 기라반츠 기타큐슈, FC 기후에서 활동하였다.